# Lajos Mocsai
Dans le nom hongrois Mocsai Lajos, le nom de famille précède le prénom, mais cet article utilise l’ordre habituel en français Lajos Mocsai, où le prénom précède le nom.
Lajos Mocsai (né le 10 mars 1954 à Szeged) est un ancien joueur international hongrois de handball devenu entraineur. Il a la particularité d'avoir entrainé des clubs et des sélections nationales aussi bien chez les hommes que les femmes.

## Biographie
Joueur d'un niveau modeste entre 1970 et 1982, il effectue toute sa carrière en Hongrie et est sélectionné à 20 reprises en équipe nationale de Hongrie, en plus des 28 sélections chez les juniors.
Très tôt, sa vocation d'entraineur apparaît et à 24 ans, alors qu'il est encore joueur, il devient entraineur du TFSE, puis de la section féminine du Vasas SC avec lequel il remporte, à seulement 28 ans, la Coupe des clubs champions 1981-1982 ainsi que le doublé Championnat-Coupe féminins. L'année suivante, il devient entraineur de l'équipe masculine de Budapest Honvéd SE qu'il conduit au titre de Champion de Hongrie masculin.
En 1985, il est désigné sélectionneur de l'équipe nationale de Hongrie masculine et devient vice-champion du monde 1986, ce qui reste à ce jour (2017), la seule médaille remportée par la sélection magyare. Il atteint également les demi-finales des Jeux olympiques 1988, mais termine finalement au pied du podium.
En 1989, il redevient entraineur de club, toujours chez les hommes, mais cette fois en Allemagne au TBV Lemgo. Il instaure la professionnalisation du club et le conduit à ses premiers succès : victoire en Coupe d'Allemagne en 1995 puis en Coupe des coupes en 1996. Sous sa coupe, Daniel Stephan, joueur historique du club, sera d'ailleurs élu meilleur joueur du monde en 1998. Son travail sera reconnu au point d'être élu entraineur du XXe siècle du TBV Lemgo. Enfin, en 1997, il rejoint le TuS N-Lübbecke, club qu'il conduit à la victoire en Coupe des Villes en 1998.
En 1998, Il prend ensuite la tête de l'équipe nationale de Hongrie féminine et cumule les bonnes performances : un titre de champion d'Europe en 2000, deux médailles d'argent aux Jeux olympiques de 2000 et au Championnat du monde 2003, une médaille de bronze au Championnat d'Europe 1998 et plusieurs places d'honneur (5e place au Mondial 1999, à l'Euro 2002 et aux JO 2004, 6e place au Mondial 2001).
Après un court intermède au VfL Gummersbach entre mars et juin 2005 où il réalise huit victoires et un nul en neuf matchs, il retourne en Hongrie pour entraineur les clubs masculin de Vasas SC entre 2005 et 2007 puis de Veszprém KSE entre 2007 et 2012 avec qui il remporte 5 championnats de Hongrie et 4 coupes de Hongrie.
En 2010, il redevient sélectionneur de l'équipe nationale de Hongrie masculine, tout en continuant à entrainer le club magyar de Veszprém jusqu'en 2012. Malgré un effectif intéressant, il ne permet pas à sa sélection d'atteindre le podium des grandes compétitions, échouant en demi-finale aux Jeux olympiques 2012 et terminant à la 7e place au Mondial 2011 et à la 8e place à l'Euro 2012 et au Mondial 2013.

### Vie privée
Marié, il a quatre enfants, trois filles et un fils. L'une de ces filles, Dorottya, et son fils, Tamas Mocsai (de), sont également joueurs internationaux de handball.

## Parcours d'entraineur

### Palmarès en club
Compétitions internationales
- Coupe des clubs champions féminine (1) : 1982 (avec Vasas SC)
- Coupe des coupes masculine (2) : 1996 (avec TBV Lemgo), 2008 (avec Veszprém KSE)
- Coupe des Villes masculine (1) : 1998 (avec TuS N-Lübbecke)

Compétitions nationales
-  Championnat de Hongrie féminin (1) : 1982 (avec Vasas SC)
-  Coupe de Hongrie féminine (1) : 1982 (avec Vasas SC)
-  Championnat de Hongrie masculin (6) : 1983 (avec Budapest Honvéd SE), 2008, 2009, 2010, 2011, 2012 (avec Veszprém KSE)
-  Coupe de Hongrie masculine (5) : 1983 (avec Budapest Honvéd SE), 2009, 2010, 2011, 2012 (avec Veszprém KSE)
-  Coupe d'Allemagne masculine (1) : 1995 (avec TBV Lemgo)

### Palmarès enéquipe nationale de Hongrie masculine
Jeux olympiques
- 4e place aux Jeux olympiques 1988 de Séoul,  Corée du Sud
- 4e place aux Jeux olympiques 2012 de Londres,  Royaume-Uni

Championnats du monde masculin
-  Médaillé d'argent au Championnat du monde 1986,  Suisse
- 7e place au Championnat du monde 2011 en  Suède
- 8e place au Championnat du monde 2013 en  Espagne

Championnats d'Europe masculin
- 8e place au Championnat d'Europe 2012 en  Serbie

### Palmarès enéquipe nationale de Hongrie féminine
Jeux olympiques
-  Médaillé d'argent aux Jeux olympiques 2000 de Sydney,  Australie
- 5e place aux Jeux olympiques 2004 d'Athènes,  Grèce

Championnats du monde féminin
-  Médaillé d'argent au Championnat du monde 2003,  Croatie
- 5e place au Championnat du monde 1999,  Norvège et  Danemark
- 6e place au Championnat du monde 2001,  Italie

Championnats d'Europe féminin
-  Médaillé d'or au Championnat d'Europe 2000,  Roumanie
-  Médaillé de bronze au Championnat d'Europe 1998,  Pays-Bas
- 5e place au Championnat d'Europe 2002,  Danemark

### Récompenses individuelles
- Commandeur avec étoile de l'ordre du Mérite hongrois en 2000
- Entraineur du XXe siècle du TBV Lemgo
- Entraineur hongrois de l'année en 2009, 2012[2]